# 電気通信主任技術者
電気通信主任技術者（でんきつうしんしゅにんぎじゅつしゃ）とは、事業用電気通信設備の工事、維持及び運用に関する事項を監督させるため、電気通信事業者によって選任された者である。
電気通信主任技術者は、原則として電気通信主任技術者資格者証の交付を受けた者のうちから、これを選任しなければならない（電気通信事業法第45条）。
総務省所管。昭和60年（1985年）電気通信事業法の施行と同時に制定された。

## 概要
電気通信ネットワークの工事、維持及び運用の監督責任者である。事業用電気通信設備を、総務省令で定める技術基準に適合させ、自主的に維持するために電気通信設備の工事、維持及び運用の監督にあたらなければならないこととなっている。
電気通信事業者は、設備の設置の区域が同一市区町村で利用者が3万人未満の場合を除き、電気通信主任技術者資格者証の交付を受けた者のうちから選任しなければならないとされている。
また、平成22年度（2010年度）より都道府県毎にも選任しなければならない。但し、兼任または外部委託も認められている。（電気通信事業法施行規則第3条および第3条の2）

## 種別
伝送交換主任技術者(略称:伝送交換) - 電気通信事業の用に供する伝送交換設備及びこれに附属する設備の工事、維持及び運用の監督
平成15年度（2003年度）までは、電気通信事業者に第一種と第二種の区分があり、これに対応する形で第一種伝送交換主任技術者、第二種伝送交換主任技術者の二種類があった。
また平成17年度（2005年度）までは、第二種伝送交換主任技術者に係る国家試験も行われ、この試験に合格したことによる伝送交換主任技術者は、伝送交換主任技術者（特例試験）と呼ばれる。
- 旧第一種伝送交換主任技術者は、上記と同じ
- 旧第二種伝送交換主任技術者および伝送交換主任技術者（特例試験）は、下記のものを除く。

  - アナログ電話用設備
  - 総合デジタル通信設備（音声伝送役務の提供の用に供するものに限る。）
  - インターネットプロトコル電話用設備（電話番号を用いて電気通信役務を提供するものに限る。）
  - 携帯電話用設備

線路主任技術者(略称:線路) - 電気通信事業の用に供する線路設備及びこれらに附属する設備の工事、維持及び運用の監督

## 取得
電気通信主任技術者資格者証は、総務大臣が交付する。

取得にあたり、年齢・性別等の制限は無い。
取得は次の何れかによる。
- 国家試験に合格すること。
- 養成課程を修了すること。
- 総務大臣が上記に掲げる者と同等と認定すること。
  - 電気通信主任技術者規則には「認定を受けようとする者は、必要な知識及び技能を総務大臣に対して証明すること」とされているが、申請書等の様式や知識及び技能の詳細は規定されていない。

### 国家試験
- 日本データ通信協会電気通信国家試験センターが、7・1月の年2回実施する。

#### 概要
受験資格
- 制限なし

願書受付期間
- インターネット
  - 第一回 4月上旬～中旬
  - 第二回 10月上旬～中旬

試験日程
- 第一回 7月上旬頃
- 第二回 1月中旬頃

試験形式及び時間
多肢選択（マークシート）式で、
- 「法規」、「電気通信システム」は各々80分
- 「伝送交換設備（又は線路設備）及び設備管理」は150分
  - 実施時期や科目により多肢選択式、空欄補充式、記述式が用いられたが、平成13年度（2001年度）からは全科目が多肢選択式になった。

午前は設備、午後は法規とシステムの組合せで科目免除者は所定の時間が経過したら退場する。
受験地
- 札幌、仙台、さいたま、東京、横浜、新潟、金沢、長野、名古屋、大阪、広島、高松、福岡、那覇

試験手数料　
- 29,000円（全科目免除の場合は14,700円）

科目
電気通信主任技術者規則第9条に規定されている。
- 伝送交換

1. 電気通信システム(略称:システム)
  1. 電気通信工学の基礎
  2. 電気通信システムの大要
2. 伝送交換設備及び設備管理(略称:伝送設備)

  1. 伝送交換設備の概要
  2. 伝送交換設備の設備管理
  3. セキュリティ管理
  4. ソフトウェア管理
3. 法規
  1. 電気通信事業法及びこれに基づく命令
  2. 有線電気通信法及びこれに基づく命令
  3. 電波法及びこれに基づく命令
  4. 不正アクセス行為の禁止等に関する法律並びに電子署名及び認証業務に関する法律及びこれに基づく命令
  5. 国際電気通信連合憲章及び国際電気通信連合条約の大要

- 線路

1. 電気通信システム

「伝送交換」と同等
2. 線路設備及び設備管理(略称:線路設備)

  1. 線路設備の概要
  2. 線路設備の設備管理
  3. セキュリティ管理
3. 法規

「伝送交換」と同等

一部免除
| 合格科目    | 合格科目 | 免除科目  | 免除科目  | 免除科目  | 免除科目 |
| 合格科目    | 合格科目 | シス テム | 伝送 設備 | 線路 設備 | 法規     |
| 伝 送 交 換 | システム | 〇        |           |           |          |
| 伝 送 交 換 | 伝送設備 |           | 〇        |           |          |
| 伝 送 交 換 | 法規     |           |           |           | 〇       |
| 線 路       | システム | 〇        |           |           |          |
| 線 路       | 線路設備 |           |           | 〇        |          |
| 線 路       | 法規     |           |           |           | 〇       |

| 現有資格                              | 受験種別 | 免除科目  | 免除科目  | 免除科目  | 免除科目 |
| 現有資格                              | 受験種別 | シス テム | 伝送 設備 | 線路 設備 | 法規     |
| 伝送交換                              | 線路     | 〇        |           | [ 注 6 ]  | 〇       |
| 旧第二種伝送交換 伝送交換（特例試験） | 線路     | 〇        |           | [ 注 6 ]  |          |
| 旧第二種伝送交換 伝送交換（特例試験） | 伝送交換 | 〇        | [ 注 6 ]  |           |          |
| 線路                                  | 伝送交換 | 〇        | [ 注 6 ]  |           | 〇       |

| 現有資格    | 現有資格                                                                            | 免除科目  | 免除科目  | 免除科目  | 免除科目 |
| 現有資格    | 現有資格                                                                            | シス テム | 伝送 設備 | 線路 設備 | 法規     |
| 工事 担任者 | 第一級アナログ通信 第一級デジタル通信 総合通信                                      | 〇        |           |           |          |
| 無線 従事者 | 第一級総合無線通信士 第一級海上無線通信士 第一級陸上無線技術士 第二級陸上無線技術士 | 〇        |           |           |          |

| 現有資格                              | 実務経験                                                | 受験種別 | 免除科目  | 免除科目  | 免除科目  | 免除科目 |
| 現有資格                              | 実務経験                                                | 受験種別 | シス テム | 伝送 設備 | 線路 設備 | 法規     |
| 伝送交換                              | 線路設備に4年以上 (指導監督的実務経験1年以上を含む)     | 線路     | ◎         |           | 〇        | ◎        |
| 旧第二種伝送交換 伝送交換（特例試験） | 線路設備に4年以上 (指導監督的実務経験1年以上を含む)     | 線路     | ◎         |           | 〇        |          |
| 旧第二種伝送交換 伝送交換（特例試験） | 伝送交換設備に2年以上 (指導監督的実務経験1年以上を含む) | 伝送交換 | ◎         | 〇        |           |          |
| 線路                                  | 伝送交換設備に4年以上 (指導監督的実務経験1年以上を含む) | 伝送交換 | ◎         | 〇        |           | ◎        |

| 学歴                                                                | 実務経験                                                                               | 受 験 種 別 | 免除科目  | 免除科目  | 免除科目  | 免除科目 |
| 学歴                                                                | 実務経験                                                                               | 受 験 種 別 | シス テム | 伝送 設備 | 線路 設備 | 法規     |
| 大学の電気通信工学科卒業者                                          | 電気通信設備に卒業後1年以上                                                            | 伝 送 交 換 | 〇        |           |           |          |
| 大学の電気通信工学科卒業者                                          | 伝送交換設備に卒業後5年以上 (指導監督的実務経験1年以上を含む)                          | 伝 送 交 換 | 〇        | 〇        |           |          |
| 短期大学若しくは高等専門学校の 電気通信工学科卒業者                 | 電気通信設備に卒業後2年以上                                                            | 伝 送 交 換 | 〇        |           |           |          |
| 短期大学若しくは高等専門学校の 電気通信工学科卒業者                 | 伝送交換設備に卒業後8年以上 (指導監督的実務経験1年以上を含む)                          | 伝 送 交 換 | 〇        | 〇        |           |          |
| 高等学校若しくは中等教育学校卒業者                                  | 電気通信設備に卒業後4年以上                                                            | 伝 送 交 換 | 〇        |           |           |          |
| 高等学校若しくは中等教育学校卒業者                                  | 伝送交換設備に卒業後16年以上 (指導監督的実務経験1年以上を含む)                         | 伝 送 交 換 | 〇        | 〇        |           |          |
| 大学の電気通信工学 (土木工学を含む)科卒業者                         | 電気通信設備に卒業後1年以上 (土木工学科卒業者は2年以上)                                | 線 路       | 〇        |           |           |          |
| 大学の電気通信工学 (土木工学を含む)科卒業者                         | 線路設備に卒業後5年以上 (土木工学科卒業者は7年以上) (指導監督的実務経験1年以上を含む)  | 線 路       | 〇        |           | 〇        |          |
| 短期大学若しくは高等専門学校の 電気通信工学(土木工学を含む)科卒業者 | 電気通信設備に卒業後2年以上 (土木工学科卒業者は4年以上)                                | 線 路       | 〇        |           |           |          |
| 短期大学若しくは高等専門学校の 電気通信工学(土木工学を含む)科卒業者 | 線路設備に卒業後8年以上 (土木工学科卒業者は11年以上) (指導監督的実務経験1年以上を含む) | 線 路       | 〇        |           | 〇        |          |
| 高等学校若しくは中等教育学校卒業者                                  | 電気通信設備に卒業後4年以上                                                            | 線 路       | 〇        |           |           |          |
| 高等学校若しくは中等教育学校卒業者                                  | 線路設備に卒業後16年以上 (指導監督的実務経験1年以上を含む)                             | 線 路       | 〇        |           | 〇        |          |

その他、総務大臣認定校の所定科目の取得者は「システム」が免除される。

実施結果　平成16年度の区分改正後のものを掲げる。
| 区分                                                                                      | 申請者(人) | 受験者(人) | 合格者(人) | 合格率(%) |
| ----------------------------------------------------------------------------------------- | ---------- | ---------- | ---------- | --------- |
| 平成16年度第1回                                                                           | 5,136      | 4,079      | 905        | 22.2      |
| 平成16年度第2回                                                                           | 4,458      | 3,479      | 634        | 18.2      |
| 平成17年度第1回                                                                           | 3,298      | 2,672      | 549        | 20.5      |
| 平成17年度第2回                                                                           | 3,757      | 2,959      | 600        | 20.3      |
| 平成18年度第1回                                                                           | 2,925      | 2,355      | 226        | 9.6       |
| 平成18年度第2回                                                                           | 3,232      | 2,501      | 582        | 23.3      |
| 平成19年度第1回                                                                           | 2,776      | 2,271      | 487        | 21.4      |
| 平成19年度第2回                                                                           | 3,703      | 2,962      | 665        | 22.5      |
| 平成20年度第1回                                                                           | 3,452      | 2,872      | 611        | 21.3      |
| 平成20年度第2回                                                                           | 4,204      | 3,450      | 625        | 18.1      |
| 平成21年度第1回                                                                           | 4,078      | 3,474      | 804        | 23.1      |
| 平成21年度第2回                                                                           | 4,764      | 3,998      | 718        | 18.0      |
| 平成22年度第1回                                                                           | 4,374      | 3,687      | 629        | 17.1      |
| 平成22年度第2回                                                                           | 4,958      | 3,997      | 821        | 20.5      |
| 平成23年度第1回                                                                           | 4,146      | 3,520      | 720        | 20.5      |
| 平成23年度第2回                                                                           | 4,835      | 3,949      | 846        | 21.4      |
| 平成24年度第1回                                                                           | 4,047      | 3,373      | 566        | 16.8      |
| 平成24年度第2回                                                                           | 4,557      | 3,583      | 675        | 18.8      |
| 平成25年度第1回                                                                           | 4,250      | 3,487      | 474        | 13.6      |
| 平成25年度第2回                                                                           | 4,665      | 3,718      | 678        | 18.2      |
| 平成26年度第1回                                                                           | 4,000      | 3,285      | 498        | 15.2      |
| 平成26年度第2回                                                                           | 4,802      | 3,906      | 776        | 19.9      |
| 平成27年度第1回                                                                           | 4,374      | 3,689      | 735        | 19.9      |
| 平成27年度第2回                                                                           | 5,194      | 4,164      | 827        | 19.9      |
| 平成28年度第1回                                                                           | 4,386      | 3,680      | 739        | 20.1      |
| 平成28年度第2回                                                                           | 4,766      | 3,855      | 720        | 18.7      |
| 平成29年度第1回                                                                           | 4,117      | 3,357      | 714        | 21.3      |
| 平成29年度第2回                                                                           | 4,451      | 3,560      | 982        | 27.6      |
| 平成30年度第1回                                                                           | 3,386      | 2,738      | 781        | 28.5      |
| 平成30年度第2回                                                                           | 4,065      | 3,219      | 968        | 30.1      |
| 令和元年度第1回                                                                           | 3,356      | 2,762      | 667        | 24.1      |
| 令和元年度第2回                                                                           | 3,942      | 3,172      | 946        | 29.8      |
| 令和2年度第1回                                                                            | 中止       | 中止       | 中止       | 中止      |
| 令和2年度第2回                                                                            | 5,379      | 4,072      | 1,175      | 28.9      |
| 令和3年度第1回                                                                            | 3,812      | 3,298      | 1,678      | 50.9      |
| 令和3年度第2回                                                                            | 3,877      | 2,989      | 1,085      | 36.3      |
| 令和4年度第1回                                                                            | 3,429      | 2,807      | 835        | 29.7      |
| 令和4年度第2回                                                                            | 4,125      | 3,284      | 1,064      | 32.4      |
| 令和5年度第1回                                                                            | 3,686      | 3,010      | 896        | 29.8      |
| 令和5年度第2回                                                                            | 4,134      | 3,305      | 1,017      | 30.8      |
| 令和6年度第1回                                                                            | 3,670      | 2,972      | 725        | 24.4      |
| 令和6年度第2回                                                                            | 3,570      | 2,926      | 958        | 32.7      |
| 昭和60年度の制度開始からの累計 申請者499,985人 受験者384,352人 合格者84,140人 合格率21.9% |            |            |            |           |

### 養成課程
- 総務大臣の認定を受けた学校等の団体は、養成課程を実施できる。

| 種別     | システム    | 設備        | 法規       |
| -------- | ----------- | ----------- | ---------- |
| 伝送交換 | 300時間以上 | 425時間以上 | 80時間以上 |
| 線路     | 300時間以上 | 425時間以上 | 80時間以上 |

### 欠格事由
下記の者には、電気通信事業法第46条により電気通信主任技術資格者証を交付しないことがある。
1. 電気通信事業法に規定する罪を犯し罰金以上の刑に処せられ、その執行を終わり、又はその執行を受けることがなくなった日から2年を経過しない者
2. 電気通信事業法又はこれに基づく命令の規定に違反し、電気通信主任技術者資格者証の返納を命じられた日から1年を経過しない者

### 電気通信主任技術者資格者証

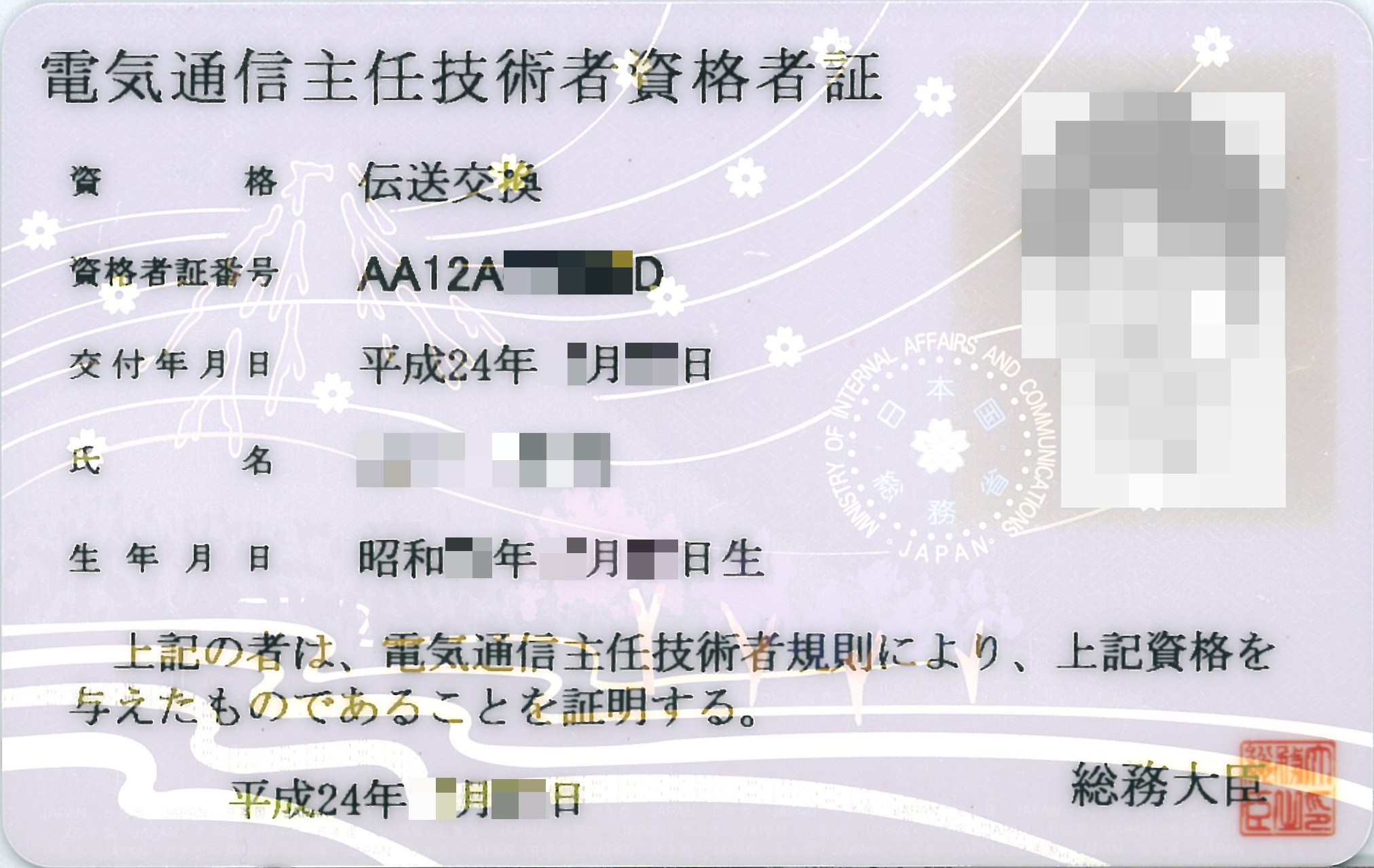
電気通信主任技術者（伝送交換主任技術者）の資格者証。
平成22年4月以降発給

様式は、平成22年（2010年）4月より運転免許証やクレジットカードと同じ大きさ（縦54mm×横85mm）の写真入りのプラスチックカードでホログラムが施される。
従前は、A4判で写真無しであった。氏名の訂正についてはこれに関する規定が無くなり再交付によることとされたが、従前のものに対しては経過措置により訂正が認められる。
なお、同時に工事担任者資格者証、無線従事者免許証も同形同大のプラスチックカードとなった。
申請書には原則として氏名及び生年月日を証明する書類の添付を要する。
但し、住民票コードまたは現に有する電気通信主任技術者資格者証の番号、工事担任者資格者証の番号、無線従事者免許証の番号のいずれかを記入すれば、添付は不要である。
電気通信事業法第47条の規定により資格者証の返納を命じられたとき、または資格者証の再交付を受けた後失った資格者証を発見したときは、10日以内に資格者証を総務大臣に返納しなければならない。また、電気通信主任技術者が死亡または失踪宣告を受けたときは、戸籍法の規定に基づく死亡または失踪宣告の届出義務者は遅滞なく資格者証を総務大臣に返納しなければならない。 

### 取得者数
総務省情報通信統計データベースによる。
| 年度       |        | 線路 主任技術者 |
| ---------- | ------ | --------------- |
| 平成17年度 | 39,572 | 16,604          |
| 平成18年度 | 40,071 | 16,917          |
| 平成19年度 | 40,841 | 17,312          |
| 平成20年度 | 41,654 | 17,745          |
| 平成21年度 | 42,553 | 18,297          |
| 平成22年度 | 43,559 | 18,725          |
| 平成23年度 | 44,771 | 19,166          |
| 平成24年度 | 45,624 | 19,550          |
| 平成25年度 | 46,531 | 19,823          |
| 平成26年度 | 47,463 | 20,172          |
| 平成27年度 | 48,736 | 20,502          |
| 平成28年度 | 49,722 | 20,997          |
| 平成29年度 | 50,949 | 21,458          |
| 平成30年度 | 52,148 | 21,981          |
| 令和元年度 | 53,247 | 22,488          |
| 令和2年度  | 54,136 | 22,782          |
| 令和3年度  | 55,857 | 23,843          |
| 令和4年度  | 56,985 | 24,598          |
| 令和5年度  | 58,146 | 25,374          |

## 電気通信主任技術者スキル標準
電気通信主任技術者は終身資格であり資格者証そのものの更新はないが、平成21年（2009年）6月の電気通信主任技術者規則改正により資格取得後も最新の知識・技術を保有し続けるよう努力することが義務づけられた。

そこで総務省は、平成21年度に「IPネットワーク管理・人材研究会」を開催し、「IP化の進展に伴い、設備やシステムの構成が変化し、電気通信主任技術者には、従来以上に、広範かつ多様な知識・能力が求められるようになっている一方で、資格取得者が自らスキルアップを図りたくとも、手掛かりとなる情報がないといった問題が顕在化していることから、電気通信主任技術者に求められるスキル（知識・能力）を具体的かつ体系的に整理し、公表することで、人材の育成・確保に役立てることが必要である」と報告された。
これを受け平成22年度に「電気通信主任技術者スキル標準」が策定された。
「電気通信主任技術者スキル標準」は、大幅な技術革新が無い限り数年毎に改訂されるものとしている。

## その他
下記の資格などは、試験科目免除になるか、業務経歴で取得できるか、電気通信主任技術者が任用されるものなどである。年齢その他の制限があるものも含まれており、詳細は各項目を参照のこと。
試験科目が免除されるもの
| 現有資格            | 受験資格 | 免除科目                 |
| 伝送交換 主任技術者 | 第一級総合無線通信士 第二級総合無線通信士 第一級海上無線通信士 第二級海上無線通信士 第一級陸上無線技術士 第二級陸上無線技術士                      | 無線工学の基礎 無線工学A |
| 伝送交換 主任技術者 | 第三級総合無線通信士 | 無線工学の基礎           |
| 線路 主任技術者     | 第一級総合無線通信士 第二級総合無線通信士 第三級総合無線通信士 第一級海上無線通信士 第二級海上無線通信士 第一級陸上無線技術士 第二級陸上無線技術士 | 無線工学の基礎           |

- 工事担任者の「電気通信技術の基礎」及び「端末設備の接続に関する法規」
- 弁理士の論文式筆記試験（選択科目）

業務経歴で得られるもの
- 資格取得後5年の実務経験（内2年は指導監督的実務経験）により、電気通信工事業の監理技術者

任用の基準にあるもの
- 電気通信主任技術者規則第27条に規定する電気通信主任技術者養成課程の講師
- 工事担任者規則第25条に規定する工事担任者養成課程の講師
  - 同等以上の教育上の能力があると認められる者でも講師になれる。

その他
- 学士号を持たない人の大学院入学資格となることがある。